# Mount Potter
Mount Potter är ett berg i Antarktis. Det ligger i Östantarktis. Nya Zeeland gör anspråk på området. Toppen på Mount Potter är 2 847 meter över havet. Potter ingår i Royal Society Range.
Terrängen runt Mount Potter är huvudsakligen kuperad, men åt sydväst är den bergig. Trakten är obefolkad. Det finns inga samhällen i närheten. 